# Албычевы
Албычевы (Албучевы) — древний дворянский род татарского происхождения.
Род записан дворянским депутатским собранием в I часть дворянских родословных книг Оренбургской и Санкт-Петербургской губерний Российской империи и утверждён Герольдией Правительствующего Сената в древнем дворянстве.

## История рода
Венёвец Василий Албычев упомянут (1585).
Дворянский род этой фамилии начинает свою историю от Албыча-мурзы, выходца из Золотой орды, и внука его воеводы Петра, пелымского сына боярского, ставившего остроги: Енисейский (1618), Макинский, Маковский, Кетский и Намацкий (1620). Агап Васильевич тульский городской дворянин (1627-1629), вёрстан поместьем в Тульском уезде и Новгородской области. Василий Васильевич владел поместьем в Чухломском уезде (1628-1635). Дмитрий Перфильевич служил по жилецкому списку (1647), воевода в Сокольске (1661). Малафей Дмитриевич стольник (1687—1692), владел поместьем в Данковском уезде.
Пять представителей рода владели населёнными имениями (1699).
В Санкт-Петербурге проживала Екатерина Алексеевна Албычева (до 1917)